# Super Servant 1
Le Super Servant 1 est un navire de transport de colis lourds de type semi-submersible, construit en 1979 et armé jusqu'en 1994 par Dockwise.
Il s'agit du premier navire submersible de transport lourd construit ; auparavant, les plates-formes pétrolières devaient être remorquées jusqu'à leur destination. son succès immédiat a entraîné la construction d'autres unités, notamment de ses sister-ships Super Servant 3 et Super Servant 4.
Il a été conçu par WorldWise Marine, construit au chantier Oshima Zosensho Sumitomo au Japon, et armé par Wijsmuller jusqu'en 1989, puis par Dockwise. En 1994, il a été vendu, renommé Rollingstone et converti en transporteur de pierres à Chypre.

## Caractéristiques techniques
- Longueur : 139,9 m[2]
- Largeur : 32,3 m
- Tirant d'eau : 6,26 m minimum, 14,5 m submergé.
- Port en lourd : 14 000 tonnes
- Vitesse de croisière : 15 nœuds
- Équipage : 24 personnes
- Propulsion : 2 Diesel quatre temps de 4 675 HP, entraînant deux hélices à pales orientables en tuyères.
- Propulseurs d'étrave : deux de 500 HP chacun.
- Génération d'énergie : 3 générateurs sur arbre de 350 kW, 3 générateurs Diesel de 190 kW, un générateur pour la cargaison de 395 kW, un générateur d'urgence de 190 kW.

## Sources
- (nl) Description sur un site de modélisme.